# Смирнов, Николай Александрович (управленец)
Никола́й Алекса́ндрович Смирно́в (1913—1992) — советский инженер-технолог, организатор производства, специалист в области разработки ядерных зарядов; Лауреат Сталинской премии (1951) и Ленинской премии (1963).

## Биография
Родился в 1913 году в селе Владычное Кинешемского уезда Костромской губернии.
С 1938 года после окончания Ленинградского химико-технологического института направлен в город Чапаевск работал технологом и старшим технологом Завода № 15 НКБП СССР. В 1946 году командирован в качестве технического сотрудника от НКБП СССР в СЗОГ. С 1948 года в системе атомной промышленности СССР. С 1948 года направлен в город Арзамас-16, работал технологом, старшим технологом и с 1952 года главным технологом завода по производству ЯБ в КБ-11.
С 1955 года направлен в закрытый город Челябинск-70. С 1955 по 1970 годы работал директором завода № 2 по разработке ядерного оружия ВНИИТФ. Н. А. Смирнов внёс весомый вклад в строительство завода и налаживание в кратчайшие сроки многопрофильного специального производства. С 1960 года избирался депутатом городского Совета депутатов трудящихся и членом ГК КПСС города Челябинск-70.
С 1969 года персональный пенсионер союзного значения. Умер 19 июля 1992 года в посёлке Селятино Наро-Фоминского района Московской области.

## Награды
Источники:

### Ордена
- Орден Ленина (1962)
- Три Ордена Трудового Красного Знамени (1949, 1951, 1954)

### Премии
- Ленинская премия (1963)
- Сталинская премия (1951)